# محمدرضا جلالی نائینی
محمدرضا جلالی نائینی (متولد ۱۲۹۵، نائین –  وفات ۱۱ فروردین ۱۳۸۹، تهران) روزنامه‌نگار، وکیل، سیاستمدار، نمایندهٔ مجلس سنا، محقق، زبان‌شناس، هندشناس، حافظ‌پژوه و ایران‌پژوه بود.

## از تولد تا کودتای ۲۸ مرداد
در سال ۱۲۹۵ در نایین به‌دنیا آمد. تحصیلات دوره متوسطه را در اصفهان به پایان رسانید و وارد دانشکده حقوق و علوم سیاسی شد و در ۱۳۱۷ درجه کارشناسی حقوق قضائی دریافت کرد. اما از قضاوت چشم پوشید و به کار وکالت دادگستری پرداخت.
سقوط رضاشاه و طلوع آزادی‌های شهریور ۱۳۲۰ موقعیت مناسبی برای وی بود تا در عرصه مطبوعات مانند پسرخاله و پسرعمویش دکتر حسین فاطمی و کسانی مانند ارسلان خلعتبری، مظفر فیروز، ابوالحسن عمیدی نوری، مظفر بقائی و حسین مکی که همگی در روزنامه ستاره می‌نوشتند، جلوه‌گری کند. به همین جهت امتیاز روزنامه کشور را گرفت که به خاطر حمایت از سید ضیاءالدین طباطبایی در دولت احمد قوام توقیف و باعث شد تا گروهی از مدیران روزنامه در اعتراض به انتخابات پانزدهم مجلس که حزب دموکرات ایران بازیگر آن بود، در دربار متحصن شدند. بر اثر همین سابقه، وقتی که باز در اعتراض به برگزاری انتخابات دوره بعد به دعوت محمد مصدق عده‌ای باز هم در دربار متحصن شدند از زمره آنان بود که از همین تحصن جبهه ملی ایران پدید آمد. در همین زمان پس از بازگشت حسین فاطمی از اروپا و تأسیس روزنامه باختر امروز به عنوان ارگان جبهه ملی سردبیر این روزنامه شد.
به شهادت مدارک اولین بار سخن از ملی شدن نفت در جلسه‌ای مطرح شد که مؤسسین جبهه ملی در دفتر کار روزنامه کشور در میدان بهارستان جمع بودند.

## پس از کودتای ۲۸ مرداد تا انقلاب ۱۳۵۷
جلالی نائینی بعد از کودتای ۲۸ مرداد ۱۳۳۲ میلی به فعالیت‌های سیاسی نشان نداد و به کار وکالت برگشت و پس از چندی عضو هیئت مدیره کانون وکلای دادگستری و سرانجام به ریاست آن برگزیده شد و یک دوره بر آن کانون ریاست داشت. هنگامی که در سال ۱۳۵۳ با تشکیل حزب رستاخیز، گروهی از وکیلان و روزنامه‌نگاران و سیاسیون قدیمی از وی خواستند وارد صحنه شود تا محمدرضا شاه پهلوی را بیازمایند و اگر او در ایجاد فضای سیاسی باز راسخ و راستگو بود، دیگر مؤثران جبهه ملی هم وارد عمل شوند.
در نهایت جلالی پذیرفت و به عنوان سناتور انتخابی تهران وارد مجلس سنای ایران شد. در ماه‌های آخر نظام پادشاهی و در همان مقام بود که چند نطق آتشین ایراد کرد و یک فراکسیون قدرتمند در میان پیران با تجربه پدید آورد. در صبح یکی از روزهای پاییز ۱۳۵۷ و در دوران نخست‌وزیری جعفر شریف‌امامی در نطقی برای نخستین بار نام ساواک برد و این سازمان را عامل تباهی نظام و لطمه زدن به کشور نامید و دستگیری و محاکمه رئیس باسابقه ساواک تیمسار نعمت‌الله نصیری را خواهان شد.

## وفات
نائینی سرانجام در یازدهم فروردین‌ماه سال ۱۳۸۹ در سن ۹۴ سالگی در تهران درگذشت.

## هندشناس
انقلاب که به پیروزی رسید در شصت و سه سالگی پس از آن که دو بار سیاست را تا آخرین پله‌ها طی کرده بود برای همیشه از این رشته رو گرداند و به کاری پرداخت که در گذشته نیز تمایل و تحقیقات خود را در آن زمینه نشان داده‌بود. علاقه به شناخت پیشینۀ ایرانیان در سفرهای متعدد وی به هند منجر به تخصص در هندشناسی شده بود. از جمله آثار به‌یادماندنی این دوره متن فارسی اوپانیشادها به تصحیح وی و دکتر تارا چند فیلسوف، مورخ و دولتمرد برجسته هندی است. همچنین تصحیح و انتشار نسخه‌ای از دیوان حافظ از جمله اقدامات وی است.
سال‌ها بر سر فرهنگ سانسکریت به فارسی زمان گذاشت. ترجمهٔ سرودهای ریگ ودا که قدیمی‌ترین سند زنده قوم آریایی هند است با نام وی تاکنون چندین چاپ شده‌است. ده‌ها تحقیق وی سرانجام توسط هندیان قدر دیده شد و دانشگاه بنارس به وی درجهٔ دکترا اعطا کرد و او را به عضویت مجمع علمی این دانشگاه برگزید.

## برخی از آثار
1. دیوان حافظ شیرازی، براساس نسخهٔ ۸۲۴، به‌اهتمام دکتر محمدرضا جلالی نائینی و دکتر نذیر احمد، سازمان امور فرهنگی و کتابخانه‌ها
2. پنچاکیانه یا پنج تنتره (کلیله و دمنه)"، تصحیح و تحقیق دکتر تاراچند، دکتر عابدی و جلالی نائینی.
3. گزیده سروده‌های ریگوداً" ترجمه، تحقیق و نگارش جلالی نائینی.
4. مهابهارت" ترجمه فارسی نقیبخان در چهار جلد، به اهتمام دکتر شوکلا و جلالی نائینی.
5. پارسی پرکاش" (فرهنگ مختصر سانسکریت به فارسی) تألیف کریشنا داس، به تحقیق و تصحیح و کوشش جلالی نائینی.
6. جوگ باسشت، در فلسفه و عرفان هند، ترجمه نظام پانیپتی، به کوشش جلالی نائینی.
7. تأثیر سانسکریت در ادبیات فارسی" این مقاله در کنگره زبان سانسکریت خوانده شد و در مجله دانشکده دانشگاه جواهر لعل نهرو شماره پاییز صفحات ۱۰۷۳–۱۰۷۸ درج و انتشار یافته‌است.
8. لغات سانسکریت در کتاب ماللهند بیرونی" با مقدمه دکتر تاراچند، چاپ شورای عالی فرهنگ و هنر به سال ۱۹۷۸.
9. مجمع‌البحرین" (دریای دو اندیشه هندی و ایرانی) تألیف محمد داراشکوه فرزند شاه جهان، به کوشش جلالی نائینی.
10. هند در یک نگاه" مشتمل بر تاریخ و ادبیات و مکتبهای فلسفی هند نوشته جلالی نائینی.
11. طریقه گرونانک و پیدایی آیین سیک" نوشته جلالی نائینی.
12. منتخبات آثار داراشکوه «و» شرح حال جواهر لعل نهرو" نوشته جلالی نائینی که نسخه‌ای از آن در دانشگاه جواهر لعل نهرو، جزو شرح احوال و شخصیت جواهر لعل نهرو قرار گرفته‌است.
13. فرهنگ سانسکریت به فارسی «جلد اول» و تاریخ جمع قرآن کریم" محمدرضا جلالی نائینی، با مقدمه احمد مهدوی دامغانی.
14. تصحیح مواهب علیه